# Wybory prezydenckie w Mauretanii w 2014 roku
Wybory prezydenckie w Mauretanii w 2014 roku odbyły się 21 czerwca 2014 r. W przypadku, gdyby żaden z kandydatów nie otrzymał więcej niż 50% głosów, odbyłaby się druga tura wyborów, zaplanowana na 5 lipca. Wybory prezydenckie wygrał już w pierwszej turze urzędujący prezydent Muhammad uld Abd al-Aziz z Unii na rzecz Republiki, który otrzymał 82% głosów. Większość partii opozycyjnych zbojkotowała wybory.

## Kontekst

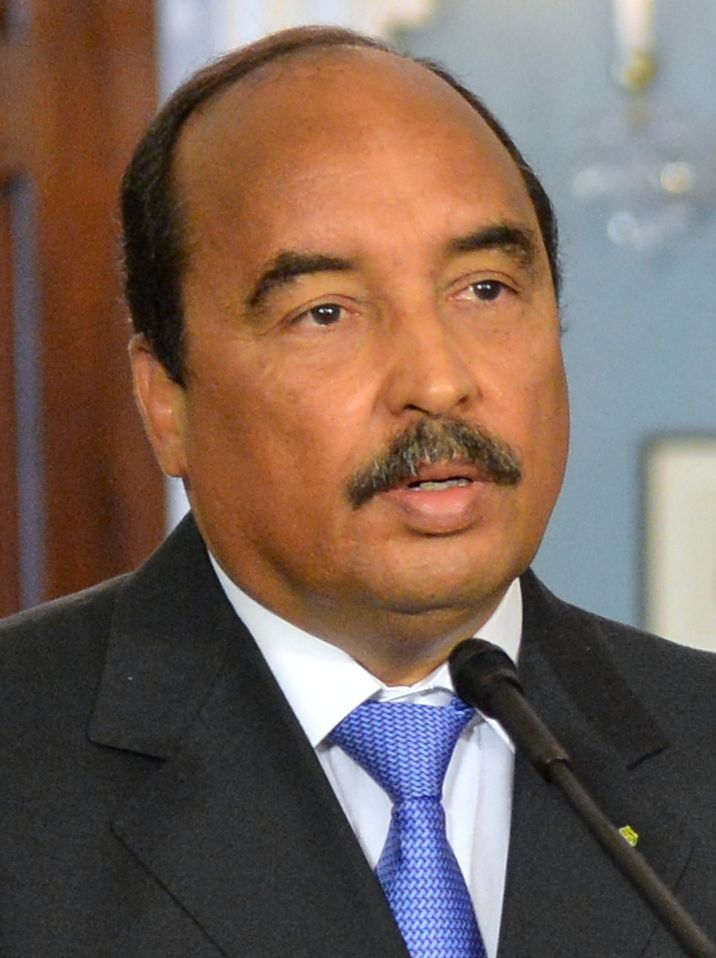
Mohamed Ould Abdel Aziz

W czasie wyborów prezydenckich urzędującym prezydentem był Muhammad uld Abd al-Aziz, urzędujący na tym stanowisku od 2009 r. Abd al-Aziz to wysokiej rangi oficer i czołowa postać zamachu stanu z sierpnia 2005 roku, którego wynikiem było obalenie urzędującego od 21 lat Maawii uld Sid’Ahmada Tai. W sierpniu 2008 r. poprowadził kolejny zamach stanu, wskutek którego został obalony prezydent Sidi uld Szajch Abdallahi. Wskutek zamachu stanu Abd al-Aziz objął stanowisko przewodniczącego nowej Rady Państwa, jako część transformacji politycznej prowadzącej do nowych wyborów prezydenckich. 15 kwietnia 2009 Muhammad uld Abd al-Aziz zrezygnował ze stanowiska Przewodniczącego Rady Państwa, by wziąć udział w wyborach w lipcu 2009 r, które wygrał. Kandydował również w wyborach prezydenckich w 2014 r.
Mimo zbojkotowania wyborów przez partie opozycyjne, Unia Afrykańska pochwaliła je za ich łagodny przebieg. Frekwencja wyborcza została oszacowana na poziomie 56.46%.

## Wynik
| Kandydat                         | Partia | Głosy     | %     |
| -------------------------------- | --- | --------- | ----- |
| Muhammad uld Abd al-Aziz         | Unia na rzecz Republiki | 577,995   | 81.89 |
| Biram Dah Abeid                  | Inicjatywa na rzecz Odrodzenia Ruchu Abolicjonistycznego (ang. Initiative for the Resurgence of the Abolitionist Movement) | 61,218    | 8.67  |
| Boïdiel Ould Houmeit             | El Wiam | 31,773    | 4.50  |
| Ibrahima Moctar Sarr             | Sojusz na rzecz Sprawiedliwości i Demokracji/Ruch Odnowy                                                                   | 31,368    | 4.44  |
| Laila Maryam Mint Moulaye Idriss | Niezależny polityk | 3,434     | 0.49  |
| Głosy puste/nieważne             | Głosy puste/nieważne | 44,077    | –     |
| Razem                            | Razem | 749,865   | 100   |
| Zarejestrowani/frekwencja        | Zarejestrowani/frekwencja                                                                                                  | 1,328,168 | 56.46 |
| Źródło: CENI                     | |           |       |